# Nombre 210
El nombre 210 (CCX) és el nombre natural que segueix el nombre 209 i precedeix el nombre 211.
La seva representació binària és 11010010, la representació octal 322 i l'hexadecimal D2.
La seva factorització en nombres primers és dels primers quatre nombres primers: 2 × 3 × 5 × 7 = 210. És un nombre d'Erdős-Woods.

## Nombres del 211 al 219
| Nombre | Nombre romà | Sistema binari | Sistema hexadecimal | Més informació que destaca del nombre                                 |
| 211    | CCXI        | 11010011       | D3                  | És la suma de tres nombres primers: 67 + 71 + 73 = 211                |
| 212    | CCXII       | 11010100       | D4                  | En graus Fahrenheit, el punt d'ebullició de l'aigua a nivell del mar. |
| 213    | CCXIII      | 11010101       | D5                  |                                                                       |
| 214    | CCXIV       | 11010110       | D6                  |                                                                       |
| 215    | CCXV        | 11010111       | D7                  |                                                                       |
| 216    | CCXVI       | 11011000       | D8                  |                                                                       |
| 217    | CCXVII      | 11011001       | D9                  |                                                                       |
| 218    | CCXVIII     | 11011010       | DA                  |                                                                       |
| 219    | CCXIX       | 11011011       | DB                  | En el sistema octal 219 és 333.                                       |